# Ув'язнений (фільм)
«Ув'язнений» (англ. Condemned) — американська драма режисера Веслі Рагглза 1929 року. Фільм був номінований на премію «Оскар» за найкращу чоловічу роль.

## Сюжет
Мішель — невдаха, але винятково ввічливий і чемний злодій. Якось його все-таки впіймали і відправили на острів Диявола, начальник якого, містер Жан Відал, відразу відправив його прислуговувати у власному будинку. Мішель, втім, не сильно заперечує проти такого висновку, досить скоро закохується в міс Відал — і та відповідає йому взаємністю…

## У ролях
- Рональд Колман — Мішель
- Енн Гардінг — міс Відал
- Дадлі Діґґес — Жан Відал
- Луїс Волгайм — Жак Дюваль
- Вільям Елмер — П'єр
- Вільгельм фон Брінкен — санітар
- Альберт Кінґслі — Фелікс